# Bi-2
Bi-2 (en ruso: Би-2, Bi-dva) es una banda rusa formada originalmente en Minsk y Babruysk, Bielorrusia soviética en 1988. Es una de las más importantes bandas del rock ruso, con ocho álbumes de estudio y varios sencillos que han entrado en las listas de éxitos del país. Bi-2 fue premiada por los premios MTV de Rusia, por la banda con la mejor actuación en el año 2007.

## Historia

### Historia anterior
La banda se formó en 1985 en Minsk, Bielorrusia por dos adolescentes de nombres Aleksandr "Shura" Uman y por Yegor "Lyova" Bortnik, quienes fueran actores aficionados. Inicialmente el nombre fue "Bratya po Oruzhiyu" (Hermanos en armas), banda que fuera formada en 1988, entonces se cambió el nombre a "Bereg Istini" (Seguro de la verdad), de cuyo nombre se abreviaron las iniciales Bi-2. Esta palabra fue usada por Lyova y Shura, quienes empezaron a usar estas iniciales como nombres escénicos siendo Shura quien en algún momento cambiara su apellido del pasaporte por el de Bi-II.
Al inicio de los años 90 los dos integrantes de la banda viajaron a Israel y por tener su ascendencia judía recibieron la ciudadanía israelí, pero en 1993 Shura viajó a Australia mientras Lyova se encontraba al servicio de las Fuerzas Armadas de Israel. Durante esta temporada, Lyoba y Shura continuaron componiendo música conjuntamente, intercambiando sus grabaciones vía Internet y telefónicamente también. En Australia, Shura, conjuntamente con Dino Molinaro de Ikon, y Michael Aliani, miembro de Ikon, formaron la banda de darkwave  Chiron. En 1988 Leva viajó a Australia y se unió a Chiron, pero los dos abandonaron el proyecto en menos de dos años para iniciar un proyecto propio.

### Historia moderna
En 1999 Bi-2 viajó a Rusia, donde previamente intentaron lanzar su álbum ya grabado "Bespolaya i Grustnaya Lubov" (Amigable y triste amor, 1998), pero sus planes se vieron truncados por la crisis financiera rusa de 1998, lo cual afectó a los negocios de las disqueras. Como en 1999, la banda constistía únicamente de dos personas, pero la alineación se incrementó por músicos de sesión. La banda empezó a ser popular en el año 2000, cuando grabaron para la popular película Brother 2 dirgidia por Aleksei Balabanov. Algunas canciones grabadas fueron incluidas en el álbum homónimo Bi-2, el cual llegó a las primeras posiciones de las listas de éxitos.
Bi-2 continuó con "Miau Kiss Me" (2001) y "Inomarki" (2004), que alcanzaron el disco de oro en ventas de Rusia. Cada uno de sus álbumes incluyen duetos con otros músicos de algunas bandas como Splean, ChayF, Nochniye Snaiperi, Zemfira, y otras. Los videos para las canciones Bi-2 aparecieron por MTV Russia. En el 2005 el disco doble "Nechetny Voin" fue lanzado, con canciones que incluían duetos en toda su totalidad.

## Discografía

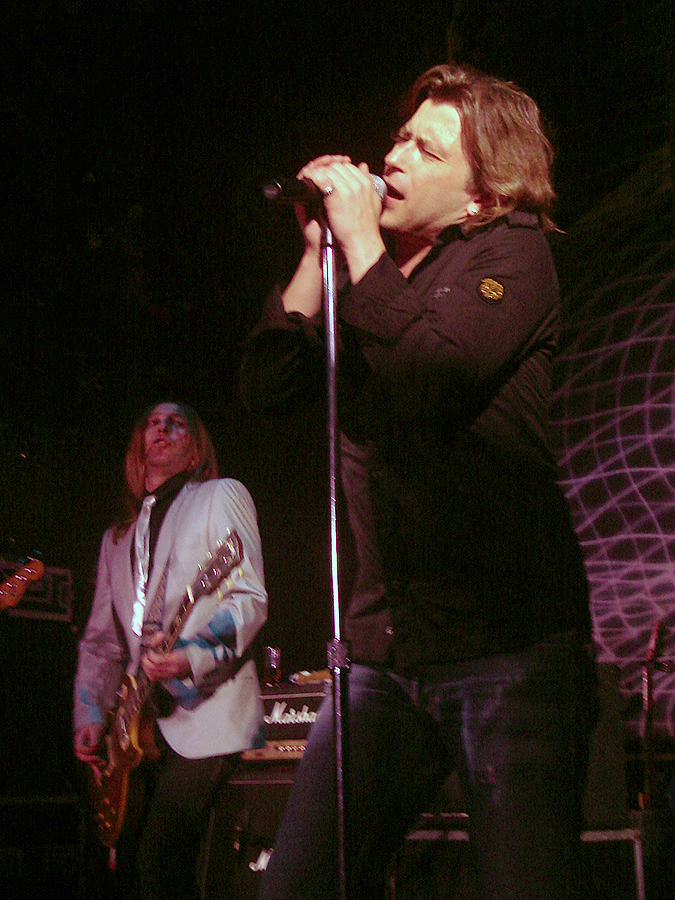
La banda tocando en Colonia, Alemania, en 2008.

Esta lista incluye únicamente los discos oficiales en disqueras y sellos reales y no incluye a los álbumes que ha grabado la banda con sellos propios.
- Amigable y triste amor (1998).
- Bi-2 (2000).
- Fellini tour (a live album recorded with Splean and Thomas) (2001).
- Meow Kiss Me (2001).
- drum[a] (a remix album) (2002).
- Inomarki (2004).
- BGL (a re-release of the 1998 album with new songs)(2004).
- Odd warrior (un proyecto de Bi-2 incluyendo Nochnye Snaipery, Agata Kristi, Brainstorm y otros artistas) (2005).
- Milk (2006).
- Odd warrior 2 (2007).
- Muse (2008).
- Luna-park (2009).
- Spirit (2011).
- #16plus (2014).
- Горизонт событий (2017).
- Аллилуйя (2022).